# Maladie osseuse de Paget
Pour les articles homonymes, voir maladie de paget.
 Mise en garde médicale
La maladie osseuse de Paget (ou « osteitis deformans » aujourd'hui remplacé par « osteodystrophia deformans ») est une maladie osseuse chronique et localisée (à un ou plusieurs os), caractérisée par un remodelage osseux anormal et excessif, aboutissant à d'importantes anomalies de la microarchitecture osseuse, avec hyperactivité des cellules osseuses, progressive ayant pour conséquence des structures osseuses peu résistantes et hypertrophiques.
C'est une affection fréquente, mais souvent discrète, qui n'affecte que quelques os (à la différence de l'ostéoporose), et qui se manifeste surtout chez l'adulte. Les formes asymptomatiques sont les plus fréquentes, mais méritent d'être dépistées en raison de possibles complications (parfois graves).

## Historique

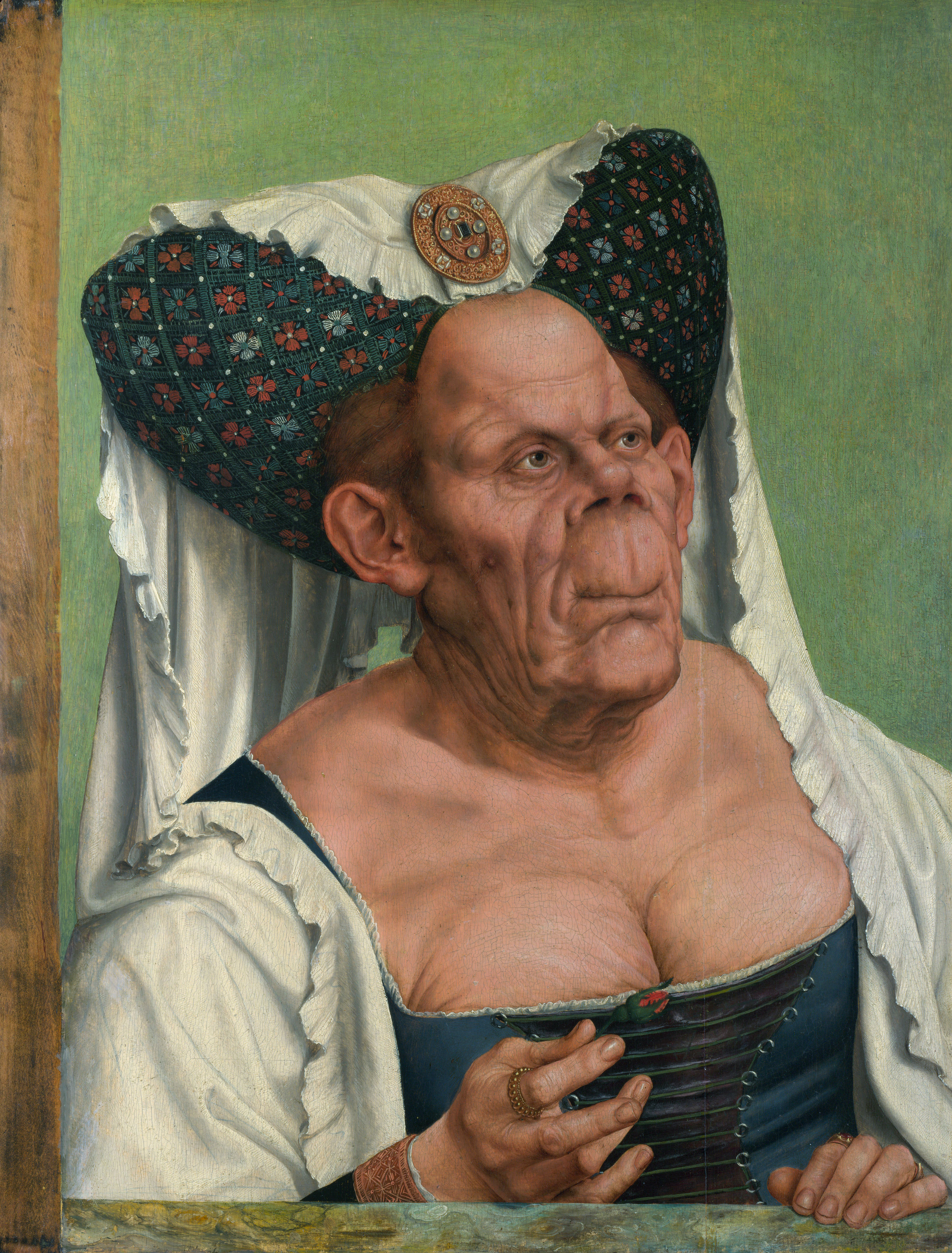
« Vieille Femme grotesque ».
Cette duchesse pourrait selon le rhumatologue Jan Dequeker avoir souffert d'une des formes de la maladie osseuse de Paget
(portrait réalisé par Quentin Matsys (1513).

Cette maladie a été décrite en 1877 par James Paget.
La déformation osseuse que la maladie implique étant bien reconnaissable, elle permet ainsi de dépister la maladie chez des squelettes anciens.

## Épidémiologie
La maladie affecte près de 2 % des adultes caucasiens de plus de 55 ans. Sa prévalence s'accroît avec l'âge mais il existe d'importantes disparités régionales, la maladie étant beaucoup plus rare, en particulier, en Asie. Elle semble décroître en Grande-Bretagne mais ce n'est pas le cas dans d'autres pays.

## Causes
Cette pathologie osseuse et déformante reste sans cause certaine.
Une augmentation de l'activité des ostéoclastes induisant la destruction de l'os est typique, avec, en contrepartie, l'augmentation de l'activité des ostéoblastes (cellules constructrices des os). Ces cellules présentent certaines particularités : elles sont de taille très augmentées, multinucléées. Il existe une sur-expression de certains gènes (interleukines) ou le MVNP, ce dernier entraînant une augmentation de l'expression du TAFII-17. Il existe une augmentation de la synthèse en RANKL par la moelle osseuse et de la sensibilité des ostéoclastes à ce dernier.

### Facteurs génétiques
Un facteur génétique est probable car il existe des formes familiales de cette maladie. Plusieurs gènes sont en cause, dont le plus important est le sequestosome 1 (SQSTM1) dont une mutation est retrouvée dans un peu moins d'un tiers des formes familiales et 10 % des formes sporadiques. D'autres mutations sont présentes chez des formes familiales rares, associant à l'atteinte osseuse d'autres anomalies.

### Hypothèse virale
À la suite de la découverte ultrastructurale d'inclusions microcylindriques dans le noyau et le cytoplasme des ostéoclastes de malades, attribuables à plusieurs virus d'une même famille, l'hypothèse — dominante depuis la fin des années 1980,  — est celle d'une infection virale persistante, due à un ou plusieurs « virus lents (en) » pouvant déclencher et entretenir cette maladie, éventuellement ou probablement sur un terrain génétiquement prédisposé. La famille virale la plus soupçonnée et étudié est celle des paramyxovirus (responsables, entre autres, de la rougeole), mais une relation de cause à effet entre l'information virale trouvée dans les cellules osseuses malades et la maladie osseuse de Paget elle-même reste à prouver et à comprendre. Elle reste en tous cas controversée, notamment car des virus actifs n'ont pas été retrouvés ailleurs chez le patient et ne semblent pas se reproduire dans les cellules osseuses ou parce que la PCR ne confirme pas ce qui a été trouvé ou suspecté par d'autres méthodes. Le virus pourrait être présent depuis des années, avant que les symptômes n'apparaissent. La rougeole, pourrait être associée à cette maladie, mais cela reste discuté, les traces du virus étant retrouvées de manière inconstante,.
De l'ARN de virus (canin) de la maladie de Carré a été retrouvé (fin des années 1980) dans les cellules osseuses de patients victimes de la maladie de Paget osseuse, évoquant, au moins dans certains cas, une possible implication de ce virus. D' autres études ont confirmé un lien possible avec la maladie de Carré,. Ceci confirme que le virus de la maladie de Carré peut infecter un humain. Reste à prouver qu'il s'agit d'un agent causal de la maladie, ou qu'il est simplement favorisé par celle-ci. Cette dernière hypothèse semble probable car le virus de la maladie de Carré s'est montré également impliqué dans une « ostéopathie canine, ».

### Facteur environnemental
Des études ont montré que la pollution de l'air peut jouer un rôle important dans la pathogenèse de la maladie osseuse de Paget.

## Description
Elle est caractérisée par l'hypertrophie et la déformation de certaines pièces osseuses, principalement le bassin (près des 3/4 des atteintes), le crâne (40 % des atteintes), le rachis lombaire (près de la moitié des atteintes) et les os longs. On peut retrouver des signes vasomoteurs, tels qu'une chaleur, une rougeur de la peau sus-jacente.
Elle peut se manifester, selon les pièces osseuses atteintes, de douleurs, d'arthrose, de fractures, etc.

## Complications
C'est une maladie le plus souvent bénigne.
Elle peut parfois se compliquer de compressions de structures adjacentes à l'os atteint : surdité par atteinte crânienne, atteintes nerveuses diverses (nerfs crânien, canal lombaire étroit...). La transformation en sarcome, cancer osseux, est rare mais possible.
Plus rarement, elle peut se manifester par un tableau de déshydratation secondaire à une hypercalcémie (augmentation du taux de calcium sanguin, favorisée par une immobilisation de la personne malade).
Il peut également exister un tableau d'insuffisance cardiaque, dit « à débit élevé », secondaire à l'hypervascularisation osseuse.

## Diagnostic

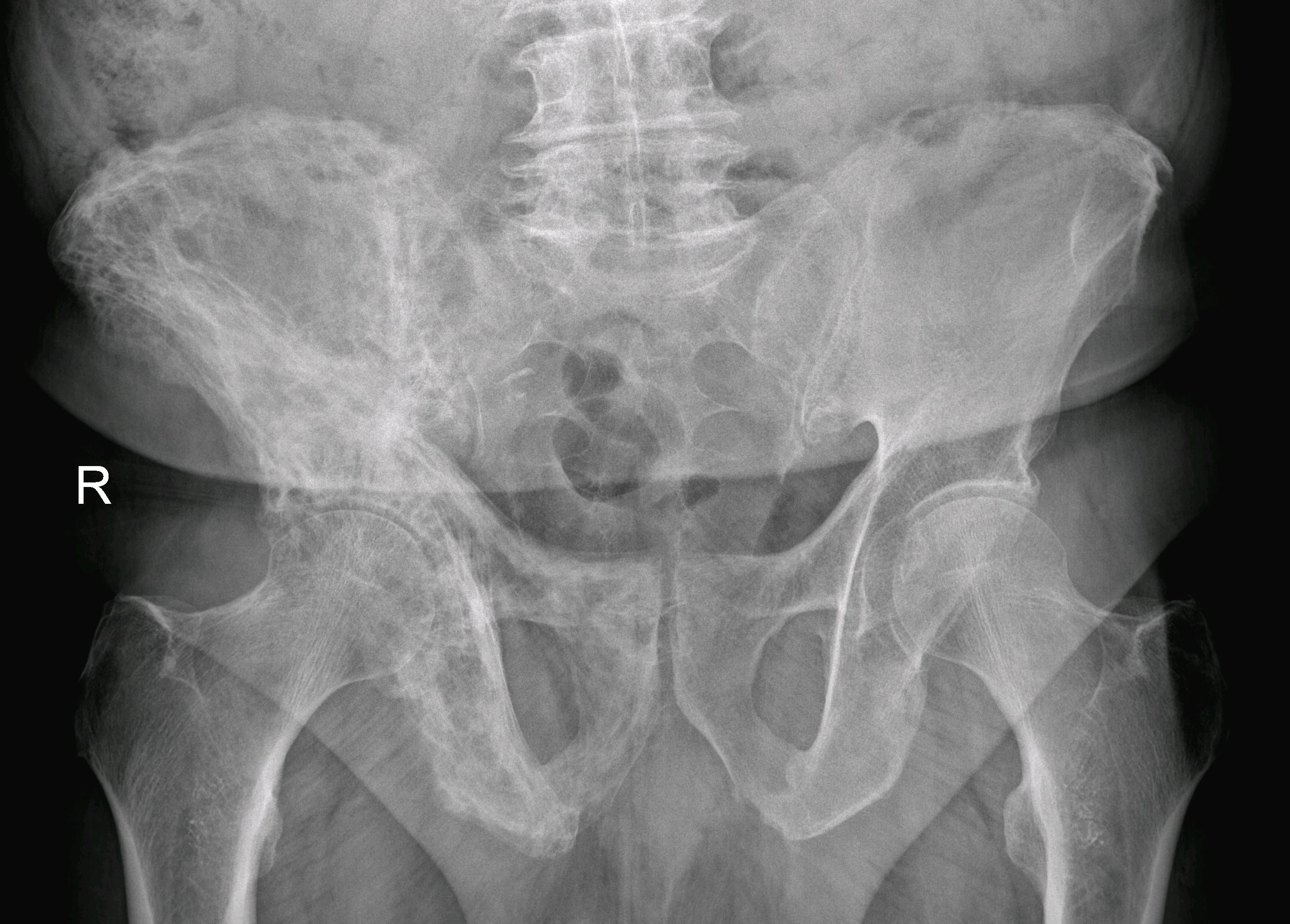
Maladie de Paget, os coxal droit. Homme de 80 ans.

En règle générale, la radiographie et l'élévation des phosphatases alcalines suffisent pour porter le diagnostic de maladie de Paget.
Dans de rares cas, une biopsie (prélèvement et analyse d'un échantillon osseux) peut être utile.

### Imagerie
L'aspect radiologique est typique avec une déformation des os comprenant des zones déminéralisées et des zones de condensation.
La scintigraphie osseuse est utile afin d'évaluer l'extension de la maladie.

### Biologie
On retrouve biologiquement une augmentation des phosphatases alcalines dans presque la totalité des cas. Le dosage de l'ostéocalcine et de l'hydroxyprolinurie est abandonné.

## Traitement
Le choix de traiter ou non est parfois difficile, pour deux raisons :
1. il n'y a pas deux patients touchées exactement de la même manière par la maladie ;
2. il est souvent difficile de prédire si une personne atteinte de la maladie de Paget, qui ne montre aucun signe de la maladie développera plus tard des symptômes graves ou des complications (douleurs, fracture).

Il n'existe pas de remède à la maladie, mais des traitements réduisent le turn-over osseux et permettent la cicatrisation des lésions. Ils normalisent, s'ils sont efficaces, le taux sanguin de phosphatases alcalines.

### Le traitement moderne
Il se fait avec des biphosphonates :
- du tiludronate (Skelid), ou mieux du risédronate (Actonel) administrés quotidiennement par voie orale durant au moins 2 mois ;
- du pamidronate par voie injectable ;
- l'acide zolédronique (Aclasta), en perfusion unique (5 mg en 15 minutes) ; par rapport au risédronate, il agit plus vite, avec une durée de réponse plus longue, et un meilleur du taux de répondeurs (à 6 mois, les phosphatases alcalines étaient normalisées chez 89 % des patients ayant reçu l’acide zolédronique contre 58 % des patients du groupe risédronate), mais avec comme effet secondaire un syndrome pseudo-grippal chez 10 % des patients[31].

Une supplémentation en calcium et en vitamine D peut éviter une chute du taux de calcium sanguin (hypocalcémie) qui peut résulter d'un traitement par biphosphonates.
Des antalgiques, voire des anti-inflammatoires non stéroïdiens, peuvent être donnés pour diminuer les douleurs.
L'utilisation de la calcitonine a été abandonnée.
Le traitement chirurgical des complications peut être nécessaire : fixation des fractures, décompressions nerveuses...

### Quand et qui traiter?

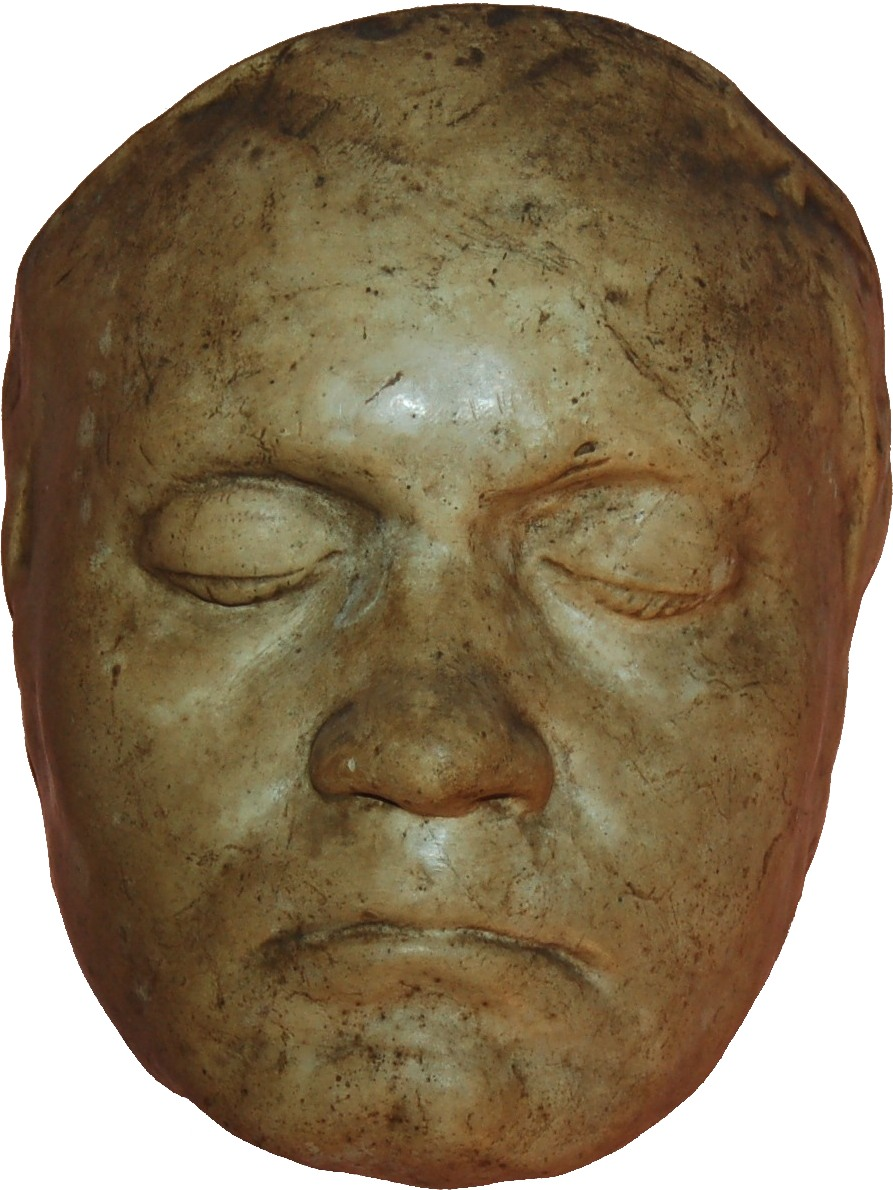
Masque de Beethoven moulé en 1812 par le sculpteur Franz Klein pour le buste réalisé la même année (Beethoven Haus de Bonn).

Le traitement médicamenteux est recommandé en cas de :
- douleurs osseuses, maux de tête, maux de dos, ou symptômes nerveux connexes ;
- taux élevés de phosphatase alcaline sérique (ASP) dans le sang ;
- preuve de fracture osseuse ;
- pré-traitement pour des os touchés en cas de nécessité d'intervention chirurgicale ;
- symptômes actifs dans le crâne, les os longs, ou les vertèbres (colonne vertébrale) ;
- os affectés à proximité d'articulations importantes, les exposant au risque de développer une arthrose ;
- hypercalcémie constatée chez un patient immobilisé ayant plusieurs os touchés par la maladie osseuse de Paget et un haut niveau de sérum phosphtase alcaline.

## Le cas Beethoven
Bien que cette hypothèse soit controversée, Beethoven pourrait avoir été atteint de la maladie de Paget selon une autopsie faite à Vienne le 27 mars 1827 par Karl Rokitansky qui a décrit une voûte crânienne uniformément dense et épaisse et des nerfs auditifs semblant anormaux.
Il souffrait de déformations compatibles avec la maladie osseuse de Paget : sa tête semble avoir continué à grandir à l'âge adulte (à la fin de sa vie, il ne rentrait plus dans son chapeau, ni dans ses chaussures), son front est devenu proéminent, sa mâchoire était grande et son menton saillant. Il est possible et probable qu'une compression de certains nerfs crâniens, notamment le nerf auditif (huitième nerf crânien) ait affecté son ouïe. C'est l'une des hypothèses rétrospectivement apportée pour expliquer son humeur et sa surdité (qui a débuté vers 28 ans et était totale à 44 ans) ; l'autre, qui n'est pas exclusive de la première, étant le saturnisme, sur la base de mesures du plomb contenu dans des mèches de cheveux qui ont été conservées. Ce serait cependant une cirrhose du foie d'origine alcoolique qui l'aurait tué.